# 同伴者
同伴者（どうはんしゃ、ロシア語: Попутчик、 英語: Fellow traveler）は、ある思想や運動に共鳴して、積極的に参加はしないが協力をする人を指すことばである	。おもに1920年代から1930年代にかけて、革命文学・プロレタリア文学・プロレタリア作家に対する同伴者文学・同伴者作家のように用いられた。

## 概説
革命家レフ・トロツキーが1923年に発表した文芸論集『文学と革命』の中で、革命の「同伴者」（попутчики：ポプートチキ、パプツチキ）という呼称を用いたことに由来する。ソビエト連邦体制下のロシアにおいて、社会主義革命を受け入れながら、プロレタリア的世界観に完全には同調できない、主として知識階級（インテリゲンツィア）出身の作家をさすことばとして使われてきた。
1925年のソビエト連邦共産党「文学に関するテーゼ」は、同伴者作家たちが持っている文化・文学的技術の上に専門家の多いこと、同伴者団体の内にも必然的な動揺があることを指摘。これらの点を考慮して、彼らの一部にあるブルジョア的社会観・文学観と闘いつつ、一刻も早く彼等が革命的プロレタリアートの陣営に参加し得るように導かなければならない、とした。
旧知識人系・農民系・都市小市民系とされるセルゲイ・エセーニン、ボリス・ピリニャーク、コンスタンチン・フェージン、イサーク・バーベリ、フセヴォロド・イヴァーノフ、ニコライ・チーホノフ、レオニード・レオーノフ、ミハイル・ブルガーコフ、 イリヤ・エレンブルグ、ミハイル・ゾーシチェンコなど、さまざまな傾向の作家を含む。亡命から帰国後のアレクセイ・ニコラエヴィッチ・トルストイやイリヤ・エレンブルグ、また雑誌『レフ』（LEF、芸術左翼戦線)を主宰したウラジーミル・マヤコフスキーや同誌に作品を発表した ボリス・パステルナークらもこの名で呼ばれた。 
同伴者作家たちの主要な発表の場は、文芸雑誌『赤い処女地』（ru:Красная новь、クラスナヤ・ノーフィ）で、ロシア・プロレタリア作家協会(РАПП、ラップ）などからは、しばしば政治的非難・攻撃の対象にされた。同誌編集長で批評家のアレクサンドル・ボロンスキーが、中心的な組織者として質の高い作品を残し、同伴者文学の芸術性を擁護した功績は大きいともいわれる。 
1932年4月のソビエト連邦共産党中央委員会決議により、ラップを含む多傾向の文学団体はすべて解散し、ソビエト政権を支持する全作家は単一組織に再編成されることとされて、1934年8月にソビエト連邦作家同盟が成立すると、「同伴者」の呼称は廃れていった。

## 日本での用法
同時期の日本では、プロレタリア文学運動の組織外にありながら立場・主張の近かった、野上弥生子、山本有三、広津和郎、芹沢光治良、片上伸らが同伴者作家の名でよばれた。宮本顕治には、主として広津和郎を論じた「同伴者作家」（『思想』1931年4月号掲載）という論考がある。

## ジョン・エドガー・フーヴァーによる5分類
まだマッカーシズム・赤狩りの色濃い時期であった1958年、初代FBI長官に在任中のジョン・エドガー・フーヴァーは、自著「Masters of Deceit: The Story of Communism in America and How to Fight It」（直訳すると「詐欺の職人たち：アメリカにおける共産主義の物語・それと戦う方法」）の中で、共産主義者の炙り出しを促す意図で、彼の公安的な信条に基づき、政治的に破壊的な者たちとして「同伴者（fellow traveler）」を以下の5分類に定義した。
1. The card-carrying Communist（IDカードを持ち歩く共産主義者） - アメリカ共産党のメンバーであることを公然と明らかにしている者。
2. The underground Communist（アンダーグラウンドの共産主義者） - アメリカ共産党のメンバーであることを秘匿している者。
3. The Communist sympathizer（共産主義者のシンパサイザー） - 共産主義者と同じ政治的な見解を有するがゆえに、潜在的な共産主義者である者。
4. The fellow traveler（同伴者・同調者・協力者） - 共産主義にシンパ感情を抱いているが、影響力のあるアドボケイト（代弁者・支持者・唱道者）でもなければ、潜在的な共産主義者でもない者。
5. The dupe（騙されやすい者・まぬけ・カモ・手先・傀儡） - 明らかに共産主義者でなく、潜在的な共産主義者でもないが、例えば、平和主義や少数民族・宗教的な少数派など社会的少数者のための公民権（人権・自由）を代弁・支持・唱道する、卓越・傑出した聖職者・宗教指導者や、赤狩りに対して市民的・政治的権利の違法な圧縮であるとして反対・抗議する者など、その政治的な言動が共産主義者による破壊を円滑・可能にする者[8]。